# Adelheid von Ochsenstein
Adelheid von Ochsenstein († 17. Mai 1314) war die Gattin des Markgrafen von Baden Rudolf II. Sie war die Tochter Otto III. von Ochsenstein und der Kunigunde von Habsburg, einer Schwester des späteren Königs Rudolf I.
Adelheid von Ochsenstein war in erster Ehe mit Graf Berthold II. von Strassberg († vor 1285) verheiratet. Aus dieser Ehe entstammen drei Söhne und zwei Töchter:
- Otto (erw. 1299; gest. November 1315), Graf von Strassberg, Landgraf von Aarburgund ⚭ vor 1300 Gräfin Margarete von Freiburg, Erbin der Herrschaft Badenweiler
- Berthold III.
- Ludwig (erw. 1288; gest. 2. Dezember 1343), Geistlicher
- Gertrud (gest. 27. März 1327) ⚭ 1) Rudolf II. von Neuenburg-Nidau (erw. 1255; gest. 1308 oder 1309), Graf von Neuenburg, Herr zu Nidau; ⚭ 2) Markgraf Rudolf III. von Baden (gest. 1332)
- Adelheid ⚭ vor 1321 Walter von Horburg (erw. 1321; gest. 1328/1329)

Am 2. Mai 1285 heiratete Adelheid in zweiter Ehe Rudolf II. von Baden. König Rudolf I. verschrieb aus diesem Anlass seiner Nichte Adelheid zu ihrem Heiratsgut 1000 Mark Silber und ein „Gut“ zu Eppingen. Nach dem Tod ihres Gatten im Jahr 1295 nahm sie ihren Witwensitz in Eppingen in Anspruch und war bis zu ihrem Tode 1314 dort Stadtherrin. In der Urkunde vom 12. August 1303, ausgestellt von König Albrecht I., wurden auf Bitten der Frau von Ochsenstein dem Rat und allen Bürgern von Eppingen jene Freiheiten und Rechte gewährt, die dem Heilbronner Stadtrecht zu jener Zeit entsprachen.